# Jogos dos Povos Indígenas

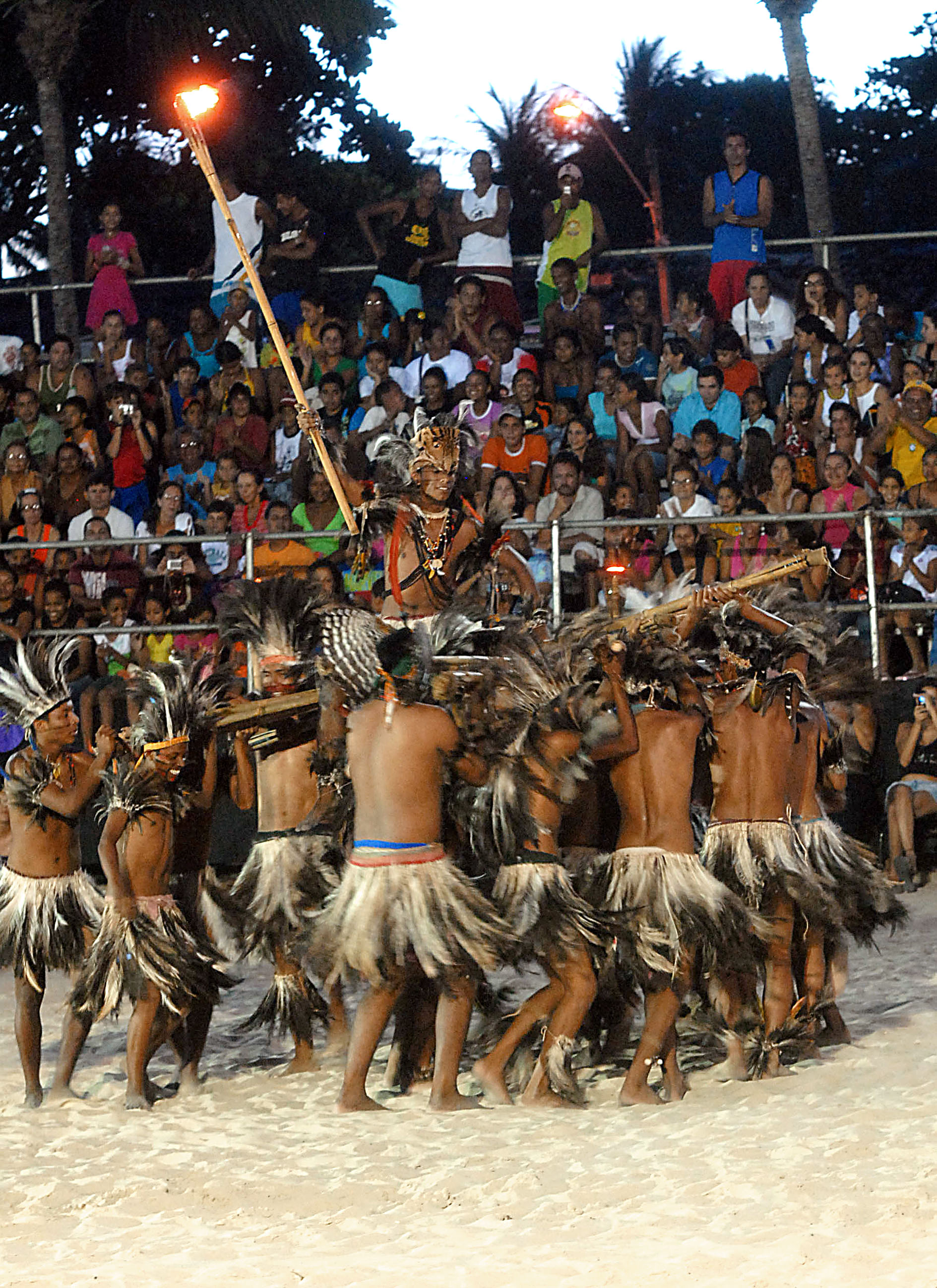
Teil der Eröffnungsveranstaltung 2007

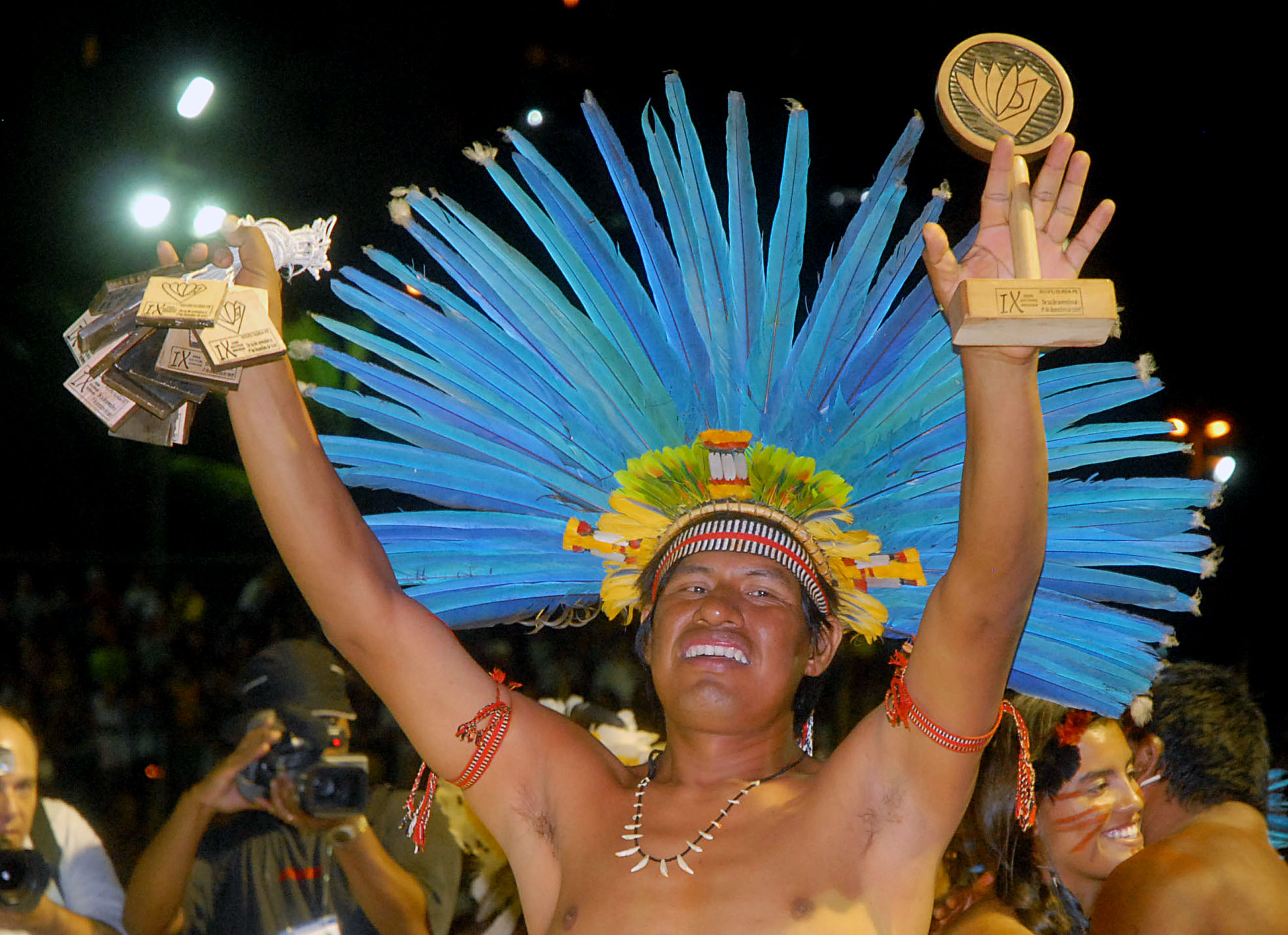
Der Kazike Paulo, Angehöriger der Bororo-Boe, zeigt Siegerauszeichnungen bei den IX. Spielen in Olinda

Die Indianerspiele (portugiesisch Jogos dos Povos Indígenas) sind eine auf Initiative des Comitê Intertribal (ITC) und mit Unterstützung des brasilianischen Sportministeriums 1996 erstmals und seit 1999 jährlich stattfindende Sportveranstaltung in Brasilien, in der Vertreter der indigenen Völker des Landes in olympischer Art gegeneinander antreten.
Entstanden sind die Jogos auf Initiative der Indianerführer Marcos Terena und Carlos Terena, die bis 1996 auf Ablehnung stieß. Erst der neu in das Amt des brasilianischen Sportministers berufene Pelé unterstützte das bis dahin einzigartige Großunternehmen, sodass das Sportministerium auch die Finanzierung sicherte.

## Teilnehmer
Von den etwa 230 brasilianischen Ethnien mit ihren rund 180 verschiedenen Sprachen nahmen bisher teil (mit Schreibvarianten):
Aikewara oder Suruí aus dem Bundesstaat Pará (PA), Assurini oder Aquáua (PA), Bakairi oder Bacairi aus dem Bundesstaat Mato Grosso (MT), Bororo-Boe (MT), Enawenê-Nawê oder Enáuenês-nauês (MT), Paracatejês-gaviões oder Gavião-Kyikatêjê (PA), Javaé aus dem Bundesstaat, Tocantins (TO), Kaigang aus dem Bundesstaat Paraná (PR), Ka’apor oder Caapor aus dem Bundesstaat Maranhão (MA), Kamayurá (MT), Rancocamecras-canelas oder Kanela Ramkokamekra (MA), Karajá oder Carajá (TO), Kayapó (PA), Craós oder Krahó (TO), Kuikuro (MT), Iranxe oder Manoki-Irantxe (MT), Matis aus dem Bundesstaat Amazonas (AM), Pareci (MT), Pataxó aus dem Bundesstaat Bahia (BA), Rikbaktsas (MT), Chanenaua oder Shanenawá aus dem Bundesstaat Acre, Tapirapé (MT), Terena aus dem Bundesstaat Mato Grosso do Sul (MS), Tembé (PA), Umutina (MT), Uaiuais oder Waiwai (PA), Xavante (MT), Xerente (TO), Caiapós-xicrins oder Xikrin (PA), Xoclengue oder Xokleng aus dem Bundesstaat Santa Catarina (SC), Iauanauá oder Yauanauwá/Yawanawá (AC) und Yawalapiti (MT).
Eine Besonderheit bildete bei den zweiten Spielen 1999 die Teilnahme am Blasrohrwettbewerb von fünf Mitgliedern des vom Aussterben bedrohten Volks der Matis, die rund 20 Jahre keinen Kontakt hatten.
Inzwischen nahmen auch Beobachter indigener Völker anderer Länder (Argentinien, Australien, Bolivien, Kanada, Ekuador, Französisch-Guayana, Peru und Venezuela) teil, von denen sich Indianer aus Kanada und Französisch-Guayana bereits an den Wettkämpfen beteiligten.

## Wettkämpfe
Es werden Wettkämpfe in traditionellen Sportarten wie Blasrohrschießen, Traditionelles Bogenschießen, Speerwurf, Tauziehen, Palmbaumstammlaufen, Baumstumpftragen etc. durchgeführt, aber auch in modernen Sportarten wie Fußball, Schwimmen, Kanu, Leichtathletik mit 100-Meter-Lauf und 5000-Meter-Langlauf, insgesamt bis zu 16 verschiedene Disziplinen. Neben den eigentlichen Wettkämpfen werden auch andere traditionelle und regionale Sportarten und Fähigkeiten im Rahmenprogramm vorgestellt, darunter Akô, Jãmparti, Jawari, Kagot, Kaipy, Katukaywa - ein Ballspiel, das nur mit dem Knie gespielt wird, Ronkrã (Rõkrã), Tihimore, Xikunahaty - ein weiteres Ballspiel, das mit dem Kopf gespielt wird, von den Mannschaftskämpfen noch Aipenkuit, Huka-huka, Iwo und Idjassú.
|             | Jahr | Dauer                        | Ort                                   | Ethnien |  |
| ----------- | ---- | ---------------------------- | ------------------------------------- | --- |  |
| I. Jogos    | 1996 | 16. bis 20. Oktober          | Goiânia, Goiás                        | 400 Teilnehmer aus 29 Ethnien: Bakairi - MT; Bororo - MT; Fulni-ô - PE; Gavião - RO; Guarani - SP e MS; Guató - MS; Kadiwéu - MS; Kaingang - SP, SC e RS; Kamayurá - Xingu - MT; Karajá - TO e GO; Kaiowá - MS; Krahô - TO; Krikati - MA; Saterê-Maués - AM; Ofaié - MS; Paresi - MT; Terena - MS; Tukano - AM; Xucuru - Kariri - AL; Yawalapiti, Xingu - MT; Kuikuro, Xingu - MT ; Wuará, Xingu - MT; Xavante - MT, Kalapalo, Xingu - MT; Trumai, Xingu - MT; Mehinaku, Xingu - MT; Kaiapó - PA; Javaé - TO; Kanela - MA |  |
| II. Jogos   | 1999 | 14. bis 20. Oktober          | Guaíra, Paraná                        | 500 Teilnehmer aus 25 Ethnien: Guarani - SP; Potiguara - PB; Pankararu - PE; Maxacalí - MG; Krenak - MG; Xacriabá - MG; Paresi - MT; Umutina - MT; Kaingang-SC; Kaiowá - MS; Kadiwéu - MS; Bakairi - MT; Bororo - MT; Erikbaktsa - MT; Kanela - MA; Matis - AM; Krahô - TO; Kayapó - PA; Xavante - MT; Karajá - TO; Jawaé - TO; Kuikuro, Xingu - MT; Kamaiurá, Xingu - MT; Yawalapiti, Xingu - MT, Suyá, Xingu - MT; Waurá, Xingu - MT e Terena - MS |  |
| III. Jogos  | 2000 | 15. bis 21. Oktober          | Marabá, Pará                          | ca. 900 Teilnehmer aus 34 Ethnien: Bororo - MT; Bakairi - MT; Xavante - MT; Xickin - MT; Arara - PA; Munduruku - PA; Krahô - TO; Tembé - PA; Suruí - PA; Kaapor - PA; Parakanã - PA; Matis - AM; Kaiowá - MS; Guarani - SP; Mbyá - PA; Kaingang - PR; Pataxó - BA; Karajá - TO; Asurini - PA; Gavião Parkatejê - PA; Terena - MS; Kanela - MA; Wai Wai - PA; Yawalapiti, Xingu - MT; Kuikuru, Xingu - MT, Kamayura, Xingu - MT; Kalapalo, Xingu - MT; Waurá, Xingu - MT; Mehinaku, Xingú - MT; Erikbatsa - MT; Jawaé - TO; Suyá, Xingu - MS; Arawete - PA; Assurini - PA e Kayapó - PA                                                   |  |
| IV. Jogos   | 2001 | 20. bis 27. Oktober          | Campo Grande, Mato Grosso do Sul      | 800 Teilnehmer aus 24 Ethnien |  |
| V. Jogos    | 2002 | 14. bis 21. September        | Marapanim, Pará                       | 1.050 Teilnehmer aus 60 Ethnien |  |
| VI. Jogos   | 2003 | 1. bis 8. November           | Palmas, Tocantins                     | über 1.000 Teilnehmer aus 32 Ethnien: Awa Guajá/MA; Aikewara/PA; Apinajé/TO; Avá Canoeiro/GO; Awetí/MT; Bakairi/MT; Bororo/MT; Cinta Larga/RO; Enawêne Nawê/MT; Gavião Kyikatêjê/PA; Guarani/PA; Hixkariana/AM; Javaé/TO; Ka'apor/MA; Kaiwá/MS Kalapalo/MT; Kamayurá/MT; Kanela Ramkokamekra/MA; Karajá/TO; Kayabi/MT; Kayapó/PA; Krahô/TO; Kuikuru/MT; Matis/AM; Nambikwára/RO; Parakanã/PA; Paresi/MT; Pataxó/BA; Rikbatsa/MT; Suruí/RO; Tapirapé-TO/MT; Tembé-PA/; Terena/MS; Uru-Eu-Wau-Wau-/RO; Wai Wai/PA; Waiãpi/AC; Waimri Atroari/AM; Waura/MT: Xavante/MT; Xerente/TO; Xikrin/PA; Xucuru Kariri/AL; Yanomami/RR; Yawalapití/MT |  |
| VII. Jogos  | 2004 | 26. November bis 3. Dezember | Porto Seguro, Bahia                   | keine Angaben |  |
| VIII. Jogos | 2005 | 18. bis 26. November         | Praia de Iracema, Fortaleza, Ceará    | keine Angaben |  |
| IX. Jogos   | 2007 | 24. November bis 1. Dezember | Olinda, Pernambuco                    | keine Angaben |  |
| X. Jogos    | 2009 | 31. Oktober bis 7. November  | Paragominas, Pará                     | über 1.000 Teilnehmer aus etwa 35 Ethnien |  |
| XI. Jogos   | 2011 | 8. bis 15. Oktober           | Porto Nacional, Tocantins             | etwa 1.000 Teilnehmer aus 38 Ethnien |  |
| XII. Jogos  | 2013 | 10. bis 18. Oktober          | Cuiabá, Mato Grosso                   | |  |
| XIII. Jogos | 2015 | 15. bis 19. Juli             | Parque Indígena do Xingu, Mato Grosso | etwa 600 Teilnehmer aus 14 Dörfern |  |